# اوجبیو
اوجبیو (به ایتالیایی: Oggebbio) یک کومونه در ایتالیا است که در استان وربانو-کوزیو-اوسولا واقع شده‌است. اوجبیو ۲۰٫۲ کیلومتر مربع مساحت و ۹۰۳ نفر جمعیت دارد.